# Hopper (entreprise)
Pour les articles homonymes, voir Hopper.
Hopper est une compagnie québécoise qui a développé et qui opère l'application Hopper, qui est une application mobile qui permet de réserver des billets d’avion et des chambres d'hôtel à partir d'un téléphone intelligent. De plus, l'application peut informer l'utilisateur du meilleur moment pour faire sa réservation. 
Le siège social de la compagnie est à Montréal. La compagnie a aussi des bureaux à Toronto, Chicago, Boston, New York, Bogotá en Colombie, Sofia en Bulgarie.
En pleine croissance, l'entreprise a obtenu un financement de 128 millions de dollars en octobre 2018 pour accélérer sa croissance internationale et ses recherches en intelligence artificielle. Cet investissement a établi la valeur de la compagnie à 1 milliard de dollars.
Au début de 2020, la compagnie comptait 420 employés et avait vu ses revenus croître de 375 % durant la dernière année.